# Тамара Радочај
Тамара Радочај (Вршац, 23. децембар 1987) је српска кошаркашица, која тренутно наступа за УНИ Ђер. Висока је 170 центиметара и игра на позицији плејмејкера.

## Каријера
Професионалну каријеру је започела 2004. године у Вршцу. Са женском кошаркашком репрезентацијом Србије је дошла до четвртог места на Европском првенству 2013. Од трофеја са домаћим клубовима до сада је освојила пет титула домаћег првенства (2004/05, 2005/06, 2006/07, 2007/08, 2008/09) као и шест трофеја победника домаћег купа (2004/05, 2005/06, 2006/07, 2007/08, 2008/09, 2009/10) са Хемофармом, те првенство Србије (2011/12. и 2012/13.) куп Србије (2012/13.) и Регионалну лигу (2011/12. и 2012/13.) све са Партизаном.

## Репрезентација
Стандардан је члан женске кошаркашке репрезентације Србије. Остварила је свој највећи успех икада освајањем златне медаље на Европском првенству 2015. играном у Мађарској и Румунији. Победом против Француске у финалу у Будимпешти – 76:68 (15:22, 18:10, 20:17, 23:19) освојена је не само прва медаља за Србију као самосталну државу него и прво злато у читавој историји наше женске кошарке. Уједно је обезбеђен и директан пласман на Олимпијске игре 2016. у Рију.